# Milje
Milje (pederota; lat. Paederota) maleni biljni rod trajnica  iz porodice Plantaginaceae prirodno nastanjena na Apeninskom poluotoku, Austriji, Sloveniji i Hrvatskoj.
Pripadaju mu dvije vrste zeljastog bilja u alpskim predjelima, obično po pukotinama stijena.

## Vrste
1. Paederota bonarota (L.) L.
2. Paederota lutea Scop.